# Skylanders
Skylanders er et platformspil, hvor at man skal bekæmpe den onde Kaos i øriget Skylands. Skylanders består af 6 spil: Skylanders: Spyro’s Adventure, Skylanders: Giants, Skylanders: SwapForce, Skylanders: Trap Team, Skylanders: SuperChargers og Skylanders: Imaginators, der kan fås til Nintendo Wii og Wii U, Sonys PlayStation 3 og PlayStation 4, og Microsofts Xbox 360 og Xbox One. Spillet fås også til den håndholdte konsol Nintendo 3DS.